# Scrap Mechanic
Scrap Mechanic — гра розроблена і випущена  Axolot Games 20 січня 2016, для Windows і Linux. Гру можна купити у Steam

## Режими гри

### Пісочниця
Ви можете творити все що захочете. У вас є всі блоки і предмети з гри. У цьому режимі відсутні вороги.

### Челендж
Випробуйте свою уяву в випробуваннях Master Mechanic Trials, дивовижному списку з 40 тестових завдань, які, кожен Механік повинен освоїти, перш ніж відправитися в широко відкритий світ. Крім того, створюйте свої власні випробування і діліться ними з друзями!

### Виживання
Цей режим був доданий в гру 7 травня 2020 року. Цей режим дуже довго чекали. 

#### Сюжет
Ви - механік по обслуговуванню роботів, який має виконати місію на повністю автоматизованій фермерській планеті, але ваш космічний корабель розбивається прямо перед приземленням. Ви виживаєте, але все стає ще гірше: сільськогосподарські роботи, спочатку запрограмовані на збір врожаю і відправку продуктів на сусідні планети, вийшли з ладу, і готові вас вбити! Опинившись на планеті, повної лютих роботів, ви й ваші друзі повинні вижити, будуючи споруди для захисту, для видобутку ресурсів та розвитку сільського господарства.

#### Боти
Ботів можна знайти по всій карті. Але час від часу всі види ботів нападають на городи, які побудували гравці. 
Усього у грі є 4 види роботів:
- Грузоботи - Маленькі боти з антеною на голові. Атакують гравця цією ж антеною.
- Сенобот - Вони мають помаранчевий окрас і червоні очі. Їх основною зброєю виступають граблі, якими вони за початковим задумом збирали сіно. Зазвичай зустрічаються в будівлях і навколо них, а також на відкритих луках.
- Стрічкобот - З'являється лише на головному складі.  Звичайний - Стріляє звичайним рулоном по гравцю.  Червоний - Стріляє вибуховим рулоном по гравцю.
- Фармбот - Бос всіх ботів. Це великий червоний бот, з косами замість рук. Знаходиться як бос на головному складі, але теж може нападати на городи. У нього є коси для атаки в ближньому бою і хімічні гармати для далеких атак.

## Критика

### Steam
У Steam гра має дуже схвальні відгуки. Усього більше 90000 відгуків.